# 893. grenadirski polk (Wehrmacht)
893. grenadirski polk (izvirno nemško 893. Grenadier-Regiment; kratica 893. GR) je bil pehotni polk Heera v času druge svetovne vojne.

## Zgodovina
Polk je bil ustanovljen 20. maja 1943 za 264. pehotno divizijo; uničen je bil decembra 1944 na Hrvaškem.
Ponovno je bil ustanovljen 27. januarja 1945. 